# Ladislau I Kán
Ladislau I Kán a fost voievod al Transilvaniei între 1261 și 1265 și a doua oară între 1275 și 1276.
În prima domnie a guvernat împreună cu Ștefan, fiul lui Bela IV, dar a revenit în 1275, deposendându-l pe Ugrinus Csaki.
A domnit până în 1276.
Ladislau I făcea parte din familia transilvăneană Kán.